# Волнения в Тунисе (2018)
Волнения в Тунисе — серия протестов, проходивших по всей территории страны. Начиная с января 2018 года, недовольства вспыхнули во многих городах и посёлках. К 9 января 2018 года в ходе протестов погиб по меньшей мере один человек. что вызвало беспокойство в мировом сообществе, как признак нестабильной политической ситуации в Тунисе.
Альянс левых оппозиционных партий — Народный фронт призывал к продолжению протестов против действий правительства в сфере экономики, со стороны власти высказался премьер-министр страны Юсеф Шахед, который осудил насилие и сказал, что он и всё правительство считают 2018 последним трудным годом для жителей Туниса.

## Предыстория
После революции в Тунисе 2010—2011 годах в стране установилась демократия, однако в стране сменилось девять правительств и ни одно из них не смогло решить растущие экономические проблемы. Забастовки рабочих проходили также в 2012 году.

## Протесты
Причиной начавшихся протестов был новый закон, который вступил в силу 1 января 2018 года, что означало повышение налогов на бензин, телефонные карты, жильё, пользование Интернетом, гостиничные номера и продукты питания (овощи и фрукты). Были также повышены таможенные пошлины на косметику и некоторые сельскохозяйственные продукты, импортируемые из-за рубежа.
Лидер оппозиции Туниса Хамма Хаммами заявил, что 9 января несколько лидеров оппозиционных партий страны встретятся для координации своих действий. В это же время Народный фронт призывал продолжать протестовать.
Позже оппозиция призвала провести массовую акцию протеста в столице страны 14 января в честь седьмой годовщины Арабской весны, в результате которой был свергнут тунисский президент Зин эль-Абидин Бен Али.
К вечеру 10 января более 2100 военнослужащих были развёрнуты для «защиты суверенных учреждений и жизненно важных объектов», таких как: банки, почтовые отделения и правительственные здания в главных городах страны, сообщил официальный представитель Министерства обороны Белхассена Аль-Васлати.
Вечером 11 января, по заявлениям очевидцев, тунисские протестующие сожгли региональный штаб национальной безопасности недалеко от границы с Алжиром, это была реакция на отказ правительства от пересмотра экономических мер в бюджете страны на 2018 год.

## Погибшие и пострадавшие
В заявлении Министерства внутренних дел от 8 января было сообщение, что мужчина был госпитализирован в больницу города Тебуры с симптомами головокружения и позже скончался. На теле не было обнаружено никаких следов насилия и судебно-медицинскому врачу поручили установить причину смерти, затем правительство заявило, что, вероятно, причиной стал вдох слезоточивого газа. По сообщению, которое было опубликовано тунисской газетой Afrique Presse, в ходе демонстраций были ранены ещё пять человек.
Официальный представитель Министерства Внутренних Дел Хелифа Чибани заявила, что около 50 полицейских были ранены, а 237 человек были арестованы. По состоянию на 12 января полиция арестовала 778 человек в ответ на протесты.
12 января пресс-секретарь Управления Верховного комиссара ООН по правам человека Руперт Колвилл заявил, что Организация Объединённых Наций внимательно следит за демонстрациями по всему Тунису и реакцией властей на них, озабочена большим числом арестов, и заявил, что власти должны обеспечить безопасность для тех, кто осуществляет свои права на свободу выражения мнений и мирных собраний.
13 января было суммарно арестовано более 930 человек, им были предъявлены различные обвинения, включая грабежи, нападения на общественную собственность, поджоги и строительство блокпостов.

## Реакция
Правительства Великобритании, Германии, Швеции, Норвегии и Бельгии сообщили своим гражданам о возможных беспорядках, президент Турции Реджеп Тайип Эрдоган в ходе переговоров с тунисскими лидерами о протестах, заявил, что, по его мнению, когда страна «будет единой», Тунис сможет преодолеть свои проблемы.
Партия возрождения, входящая в правящую коалицию, осудила «эксплуатацию законных требований граждан некоторыми анархистскими группами» и подчеркнула «законность требований развития и занятости и полное право граждан на мирный протест без нарушения безопасности других или нападения на частную и общественную собственность». Премьер-министр Туниса осудил вандализм со стороны протестующих и заявил, что они пытаются ослабить страну.
Власти Туниса пообещали выделить более 70 миллионов долларов на поддержку бедных семей, однако этого оказалось недостаточно для удовлетворения требований протестующих.